# (1718) Namibia

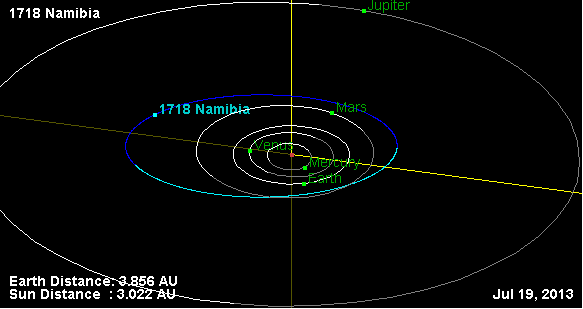
Trayectoria orbital del asteroide

(1718) Namibia es un asteroide perteneciente al cinturón de asteroides descubierto el 14 de septiembre de 1942 por Marja Ilmatar Väisälä desde el observatorio de Iso-Heikkilä en Turku.
Está nombrado por Namibia, país africano donde la descubridora trabajó varios años.